# Галанчожский диалект
Галанчожский диалект (чечен. ГаланчӀожан диалект) — идиом, традиционно рассматриваемый как диалект чеченского языка. В чечено-ингушском диалектном континууме занимает промежуточное положение между чеченским и ингушским языками.
Распространён среди чеченских общностей, традиционно проживающих в Галанчожском районе Чечни: орстхой, нашхой, аьккхий, кей, галай, маьлхий. Вследствие разделения Чечено-Ингушской АССР на две республики, часть носителей галанчожского диалекта из числа жителей Сунженского района оказалась на территории Республики Ингушетия.

## История распространения
Родиной носителей галанчожского диалекта является горная Чечня и частично Ингушетия (области Акка (чечен. Аьккха), Малхиста (чечен. Маьлхиста), Нашха (чечен. Нашха), Орстхой-Мохк (частично на территории Республики Ингушетия) и другие). В XIX веке в ходе Кавказской войны значительная часть носителей галанчожского диалекта была истреблена, а после окончания войны бо́льшая часть выживших покинула свои исконные районы проживания уехав в Турцию и другие страны, где дальнейшая история использования наречия неизвестна (многие из эмигрантов вернулись в Россию в 1870-х годах). В XX веке, наряду с другими вайнахами, носители галанчожского диалекта пережили интеграцию в социалистическое общество СССР и, за исключением кистинцев, депортацию в Казахстан (1944 г., операция «Чечевица»). В 1957 году большинство вайнахского населения вернулось на родину, но многие носители галанчожского диалекта не смогли заселиться в свои горные районы, так как они оказались закрыты для проживания. Вследствие этого большая часть носителей наречия компактно расселились в смешанных селениях в предгорьях. В наши дни носители галанчожского диалекта расселены в разных районах Чечни и Ингушетии, а кистинцы — в Панкисском ущелье Грузии, свидетельств использования диалекта сейчас крайне мало.

## Классификация
Кавказовед Ю. Д. Дешериев в одной из своих ранних работ, описывая особенности диалекта, отмечал следующее:

Исторически аккинский и галанчожский диалекты занимали промежуточное положение между плоскостными чеченским и ингушским диалектами. Поэтому в аккинском и галанчожском диалектах наличествуют явления, свойственные чеченскому, — с одной стороны, и ингушскому, — с другой.
Доктор филологических наук, профессор М. Р. Овхадов, посвятивший орстхойскому говору галанчожского диалекта отдельную работу, дал следующее объяснение «пограничному» состоянию галанчожского диалекта:

В лексике орстхойского говора проявляются особенности чеченского и ингушского языков, которые свойственны всему галанчожскому диалекту. Это объясняется тем, что «на границах между отдельными диалектными зонами возникают области смешанных диалектов» или так называемые «зоны вибраций». Таковым «пограничным» диалектом является галанчожский диалект чеченского языка. Необходимо отметить, что в связи с влиянием плоскостного диалекта и литературного чеченского языка в орстхойском говоре широко распространено явление «вариативности».

Существует также несколько иная классификация, которая указывается в «Атласе кавказских языков» (2006) российским лингвистом, старшим научным сотрудником Института языкознания РАН Ю. Б. Коряковым, согласно которой галанчожский диалект именуется «аккинско-орстхойским наречием» и отмечается как переходный между чеченским и ингушским языками. В монографии-препринте «Список языков России и статусы их витальности» за авторством коллектива под руководством Корякова сказано, что «в отсутствие других причин аккинско-орстхойское наречие не выделяется нами в качестве самостоятельного языка».

## Состав
| Ю. Б. Коряков 2006 | Т. И. Дешериева 1998       | Д. С. Имнайшвили 1977 | И. А. Арсаханов 1969 г. | Ю. Д. Дешериев 1963                                |
| Аккинско-орстхойское наречие                                                                                              | Галанчожский диалект       | Галанчожский диалект  | Галанчожский диалект    | Галанчожский диалект                               |
| - Аккинский диалект (др. назв: ауховский, аухский, равнинноаккинский) - Ауховский (собственно) говор - Парчхоевский говор | —                          | —                     | —                       | —                                                  |
| - Горноаккинский диалект                                                                                                  | - Ламаккинский говор       | - Лам-аккинский говор | - Ламаккинский говор    | - Горно-аккинский говор (др. назв: Лам-Акки говор) |
| - Кистинский диалект (др. назв: панкисский)                                                                               | —                          | —                     | —                       | —                                                  |
| — | —                          | —                     | —                       | - Майстинский говор                                |
| - Мелхинский диалект | - Мелхинский говор         | - Мелхинский говор    | - Мелхинский говор      | —                                                  |
| - Нашхоевский диалект (др. назв: нашхский)                                                                                | - Нашхоевский говор        | - Нашхоевский говор   | - Нашхоевский говор     | —                                                  |
| - Терлойский диалект (др. назв: тарлоевский)                                                                              | - и ещё ряд других говоров | —                     | - Терлоевский говор     | —                                                  |
| - Карабулакский диалект (др. назв: орстхойский)                                                                           | - и ещё ряд других говоров | —                     | —                       | —                                                  |
| - (входит в состав горноаккинского диалекта)                                                                              | - и ещё ряд других говоров | - Ялхоройский говор   | —                       | —                                                  |

## Общие черты говоров наречия
Говоры галанчожского диалекта имеют отличительные особенности, но объединены некоторыми общими чертами, определяющими специфику всего этого наречия в целом. Некоторые общие черты ламаккинского, мелхинского и нашхоевского говоров:
1. Отсутствие формы только что прошедшего времени.
2. Употреблением формы яха вместо более литературного чеченского баха — «говорить».
3. Наличием частицы мие вместо бие — «лишь», «только».
4. Употреблением приставки Ӏо- вместо охьа- (Ӏоха, в литературном чеченском языке: охьахаа — «сесть»); аффикса производного местн. падежа V серии -гӏола вместо -хула; суффикса -вар/-верг вместо -ниг (воккхавар/воккхаверг, в литературном языке: воккханиг — «старший»).
5. Отсутствием комплекса ст в начале слова (саг, в литературном чеченском языке: стаг — «человек»; уст, в литературном языке: сту — «бык»; сокха, в литературном чеченском языке: стокха — «прошлый год»).
6. Употреблением аффикса дательного падежа -шта вместо -шна в литературном чеченском языке.